# 藤本雄基
藤本 雄基（ふじもと ゆうき、1986年5月5日 - ）は、埼玉県出身のサッカー指導者、元サッカー選手、現役時代のポジションは、MF。

## 来歴

### 指導者として
2016年に現役引退、同年10月から中国・広州富力足球倶楽部ユースアカデミーコーチに就任。2020年からアルビレックス新潟シンガポールのトップチームヘッドコーチに就任。2022年、ホウガン・ユナイテッド FCのトップチームヘッドコーチに就任 2024年、シンガポールのNational Development Centre（NDC）で、13～16歳を対象としたエリートユースの育成機関でユースコーチに就任。
また、2021年のSPLシーズン終了から2023年まで、シンガポール代表の活動に通訳兼コーチとして参加していた。。
2020年以降、アルビレックス新潟シンガポール、シンガポール代表、ホウガン・ユナイテッドFCの全てのチームでセットプレーを任されている。

## 所属クラブ
- 2002年 - 2004年 埼玉県立大宮東高等学校
- 2005年  1.FCライムスバッハ
- 2006年 - 2007年  ザスパ草津
- 2008年  福島ユナイテッドFC
- 2009年  バンディオンセ加古川
- 2012年  パイオニア川越事業所サッカー部
- 2013年  FKゾラ
- 2014年1月 - 5月  元朗足球会
- 2014年6月 - 2014年  マグエFC

## 指導歴
- 2016年10月 - 2019年  広州富力足球倶楽部ユースアカデミーコーチ
- 2020年 - 2021年  アルビレックス新潟シンガポールトップチームヘッドコーチ
- 2021年 - 2023年  シンガポール代表コーチ
- 2022年 - 2023年  ホウガン・ユナイテッド FCトップチームヘッドコーチ
- 2024年 - 2025年  NDCユースコーチ
- 2025年 -  セランゴールFCアシスタントコーチ[6]